# Constitutionele crisis van de Orde van Malta
De constitutionele crisis van de Orde van Malta was een crisis en bestuurlijke hervorming van de Orde van Malta die plaatsvond tussen 2016 en 2017. Tijdens deze crisis botste de Orde met de Heilige Stoel, waardoor paus Franciscus de constitutionele hervorming van de Orde in gang zette.

## Geschiedenis
In december 2016 ontstond een crisis binnen de Orde. De grootkanselier, Albrecht Freiherr von Boeselager, heer van Kreuzberg (Ahr) (°1949), werd door de grootmeester afgezet, vanwege "zware motieven". Wat die motieven waren werd niet duidelijk gemaakt. De grootmeester liet weten dat het niet ging om een vroeger probleem, waarbij onder de verantwoordelijkheid van Boeselager condooms waren verstrekt door een hulporganisatie van de Orde van Malta in Myanmar. Wellicht ging het om problemen betreffende een belangrijk financieel legaat, van onbekende of dubieuze oorsprong, ten gunste van de orde, dat in Zwitserland bevroren was.
Von Boeselager aanvaardde de afzetting niet die naar zijn oordeel in strijd was met de Ordeconstituties. Hij wendde zich tot het Vaticaan, waar hij bij hoge gezagdragers, meer bepaald staatssecretaris Pietro Parolin, gehoor kreeg. Een commissie werd door de paus aangesteld om de zaak te onderzoeken. De grootmeester liet onmiddellijk weten dat het om een probleem van inwendige orde ging waar niemand buiten de Orde zaken mee had. De Orde weigerde dan ook alle medewerking met de onderzoekscommissie. De weigering ging gepaard met kritiek op de leden van die commissie, waarvan werd gezegd dat ze als vrienden van de afgezette grootkanselier niet onpartijdig konden zijn. De commissie zette niettemin haar onderzoek verder en diende half januari 2017 een verslag in bij de staatssecretaris.
Op 24 januari 2017 werd grootmeester Matthew Festing bij de paus geroepen die hem verzocht ter plekke een ontslagbrief te ondertekenen, een in de geschiedenis van de orde zeer ongewone stap. Festing gaf hieraan gevolg en de paus aanvaardde onmiddellijk zijn ontslag. In overeenstemming met de constituties van de Orde, diende Festing vervolgens dit ontslag in, voor aanvaarding, bij de Soevereine Raad van de Orde.
De volgende dag stuurde staatssecretaris Parolin een brief waarin werd meegedeeld dat de paus een 'pauselijk vertegenwoordiger' zou benoemen, die de leiding over de Orde van Malta moest nemen. Daarop volgde op 27 januari een brief van de paus die benadrukte dat de luitenant-grootmeester zijn taken aan het hoofd van de soevereine orde moest blijven behartigen, terwijl de door hem te benoemen afgevaardigde de geestelijke vernieuwing van de orde, meer in het bijzonder van de leden die geloften hebben afgelegd zou begeleiden. De brief benadrukte dat de te benoemen pauselijke afgevaardigde de enige verbindingsman zou worden tussen de paus en de Orde.
De soevereine raad, bestaande uit elf leden, kwam op 28 januari bijeen in Rome en bekrachtigde bij meerderheid van de stemmen het ontslag als grootmeester van Fra Matthew Festing. Aangezien slechts negen leden aan de stemming konden deelnemen (Festing en Boeselager niet), moeten minstens vijf leden voor de aanvaarding hebben gestemd. De groot-commandeur, Fra Ludwig Hoffmann von Rumerstein, werd bevestigd als luitenant-grootmeester ad interim aan het hoofd van de Orde, tot aan de verkiezing (voorzien binnen de drie maanden) van een nieuwe grootmeester.
Hoffmann stuurde onmiddellijk een schrijven naar alle leden van de Orde.
Vervolgens werden, gevolg gevende aan het pauselijk bevel, de decreten vernietigd die waren genomen ten aanzien van Albrecht von Boeselager. Hij kon met onmiddellijke ingang het ambt van grootkanselier opnieuw bekleden. De orde stuurde een brief naar de paus, waarin ze hem in diplomatieke bewoordingen bedankte omdat hij de soevereiniteit van de Orde had bevestigd en wilde versterken.
Op 2 februari organiseerde de orde een druk bijgewoonde persconferentie. De luitenant-grootmeester was niet aanwezig en de conferentie werd geleid door de grootkanselier Boeselager. De gestelde vragen hadden onvermijdelijk allemaal de recente crisis als onderwerp.
Dezelfde dag benoemde paus Franciscus aartsbisschop Giovanni Angelo Becciu, substituut van de staatssecretaris Parolin, tot pauselijk vertegenwoordiger bij de Orde van Malta, met als opdracht te werken aan de geestelijke vernieuwing van de Orde en meer bepaald van de leden die religieuze geloften hebben afgelegd. In de benoemingsbrief werden de opdracht en de duur ervan (tot aan de verkiezing van een nieuwe grootmeester) nader omschreven.
Op 9 februari besliste de Staatsraad dat de Algemene Staatsraad (bestaande uit zestig leden) werd bijeengeroepen op 29 april 2017 teneinde over te gaan tot de verkiezing van een grootmeester of van een luitenant-grootmeester,, onder de 12 verkiesbaren die deel uitmaken van de 55 professen. Dit werd op een bijeenkomst met het bij de Orde geaccrediteerd diplomatiek corps meegedeeld, gevolgd door een uiteenzetting door de grootkanselier over de prioriteiten van de Orde. Daarna begaven de luitenant-grootmeester en de grootkanselier zich naar het Vaticaan, voor een ontmoeting met aartsbisschop Becciu.
Op 17 februari richtte aartsbisschop Becciu een schrijven tot alle leden van de Orde van Malta, teneinde ze op de hoogte te stellen van de opdracht die hij zich voornam tot een goed einde te brengen.
Tijdens een persconferentie eind februari gehouden in Parijs, verklaarde de ondervoorzitter van de Franse vereniging van de Orde van Malta, Alain de Tonquedec, dat de orde slachtoffer was geworden van een strijd die niet de zijne was. Hij bedoelde de strijd binnen het Vaticaan tussen de paus en kardinaal Raymond Leo Burke.
Op 6 maart 2017 richtte aartsbisschop Becciu een brief, mede ondertekend door de luitenant-grootmeester, tot alle ridders van de orde. Hierin vroeg hij om advies en suggesties voor de hervorming van de Orde.
In een interview verschenen in The Catholic Reporter van 25 maart 2017, liet de ontslagnemende grootmeester Festing weten dat hij zou deelnemen aan de bijeenkomst van de Algemene Staatsraad en dat hij wel zou verplicht zijn de benoeming te aanvaarden indien de raad hem opnieuw zou verkiezen.
Daarop kreeg hij het bevel in naam van de gehoorzaamheid vanwege aartsbisschop Angelo Becciu, in akkoord met de paus om niet aanwezig te zijn en zijn voorziene reis naar Rome te annuleren. Festing legde dit bevel naast zich neer en kwam op 26 april in Rome aan. Onmiddellijk kwam een bericht vanuit het Vaticaan, waarbij het bevel dat aan Festing was gegeven om niet aanwezig te zijn, werd herroepen.
De stemgerechtigde verantwoordelijken kwamen in de dagen voor 29 april in Rome aan. Een brief van leden van de Soevereine Raad had hen op voorhand aangeraden niet een grootmeester maar een luitenant-grootmeester te kiezen, voor de termijn van één jaar. Op 26 april ontving paus Franciscus verschillende leden van de Staatsraad in de residentie Santa Martha en suggereerde hun hetzelfde. De bedoeling was blijkbaar om, vooraleer een nieuwe grootmeester te verkiezen, constitutionele wijzigingen door te voeren, voorgesteld door de Duitse afdeling van de Maltaridders, waarbij de machten van de nieuwe grootmeester zouden beknot worden (voorstellen geformuleerd door prins Johannes Lobkowicz vermeldden: opleggen van een leeftijdsgrens, regelmatige vernieuwing van het mandaat, mogelijkheid tot afzetting indien hij niet-constitutionele beslissingen nam) ten voordele van een meer collegiaal bestuur en de functies van grootmeester en luitenant-grootmeester niet meer zouden voorbehouden blijven voor de geprofeste religieuzen van de orde die tot de adel behoren, maar ook door niet-adellijke geprofeste leden en zelfs door niet-geprofeste leken zouden kunnen worden uitgeoefend. In het tweede geval zou de Orde niet langer een monastieke orde blijven, maar zichzelf omvormen tot een niet-gouvernementele organisatie.
De Italiaan, Giacomo Dalla Torre del Tempio di Sanguinetto (Rome, 9 december 1944 - 29 april 2020), prior van de grootpriorij Rome, telg uit een oude Romeinse adellijke familie, werd op 29 april 2017 verkozen tot luitenant-grootmeester, voor een termijn van één jaar. Gediplomeerd van de Universiteit La Sapienza, was hij specialist van middeleeuwse kunst en voormalig docent klassiek Grieks aan de Pauselijke Urbaniana Universiteit in Rome.
Op 2 mei 2018 vergaderden de 54 leden van de Staatsraad en verkozen Giacomo dalla Torre tot 80ste grootmeester van de Orde van Malta. Op 3 mei legde hij de eed af. Dezelfde 2 mei bevestigde de paus de opdracht van aartsbisschop Becciu voor een onbepaalde termijn, totdat de wijzigingen aan de grondwettelijke regels van de Orde waren doorgevoerd en totdat de paus het nuttig oordeelde in het belang van de Orde.
Op 1 november 2020 werd de in ongenade gevallen kardinaal Becciu opgevolgd als speciaal pauselijk vertegenwoordiger, door aartsbisschop (vanaf 28 november kardinaal) Silvano Maria Tomasi.
Ondertussen waren de problemen, gerezen tussen de Orde en het Vaticaan, duidelijk nog niet geregeld, zodat, na het overlijden van grootmeester dalla Torre, op 29 april 2020 een interim-luitenant-grootmeester en op 8 november 2020 een luitenant-grootmeester werd aangesteld, opeenvolgend Ruy Gonçalo do Valle Peixoto de Villas Boas en Marco Luzzago, met het vooruitzicht dat pas in de herfst van 2021 de 81ste grootmeester zou worden verkozen. In oktober verlengde de paus het mandaat van Luzzago. Toen Luzzago op 7 juni 2022 plots overleed, nam Villas Boas de functie opnieuw ad interim over.
Op 13 juni 2022, zonder rekening te houden met de in de statuten voorziene regels, benoemde de paus Fra John T. Dunlap tot luitenant-grootmeester voor de duur van een jaar.
Ondertussen naderde de grondige herziening van de statuten zijn eindpunt, onder de directe controle van de paus, met kardinaal Silvano Tomasi als uitvoerder en luitenant-grootmeester Dunlap als persoon die de herziening door de ordeleden moest zien aanvaard te krijgen. Op 3 september 2022 vaardigde de paus het decreet uit waarbij hij de nieuwe statuten van de Orde van Malta vastlegde. Meteen ontbond hij de algemene raad en benoemde zelf een volledig nieuwe raad: Fra' Emmanuel Rousseau (groot-commandeur), Fra' Riccardo Paternò di Montecupo (groot-kanselier), Fra’ Alessandro de Franciscis (groot-hospitalier), Fra' Fabrizio Colonna (algemeen ontvanger) en de raadsleden Fra' Roberto Viazzo, Fra' Richard Wolff, Fra' John Eidinow, Fra' João Augusto Esquivel Freire de Andrade, Fra' Mathieu Dupont, Antonio Zanardi Landi, Michael Grace, Francis Joseph McCarthy, Mariano Hugo Windisch-Graetz.
Op 25 januari 2023 werd een door de paus beslist buitengewoon algemeen kapittel gehouden, waarop een nieuwe algemene raad werd verkozen. Voor de voornaamste functies werden de door de paus benoemde raadsheren verkozen, terwijl voor de bijkomende raadsheren de meeste, maar niet allen, werden bevestigd.
Op 3 mei 2023 werd Fra' John Timothy Dunlap tot grootmeester verkozen. Hij was de eerste grootmeester die, ingevolge de nieuwe statuten, geen adellijke genealogie moest voorleggen.
Op 19 juni 2023 werd kardinaal-patroon Burke van deze functie ontheven en opgevolgd door kardinaal Gianfranco Ghirlanda (1942- ) s.j. Deze in augustus 2022 tot kardinaal verheven jezuïet werd vrijgesteld van de verplichting om tot bisschop te worden gewijd.